# Aneomochtherus arabicus
Aneomochtherus arabicus là một loài ruồi trong họ Asilidae. Aneomochtherus arabicus được Macquart miêu tả năm 1838.